# 坎多 (北达科他州)
坎多（英語：Cando）是美国北达科他州陶納郡下属的一座城市。根据2020年美國人口普查，该市有人口1,117人；2022年估计该市有人口1,064人。